# Associazione Sportiva Pro Recco 2008-2009

## Rosa 2008-09
| N° |                       | Ruolo | Giocatore         |
| -- | --------------------- | ----- | ----------------- |
|    | Italia (bandiera)     | P     | Stefano Tempesti  |
|    | Italia (bandiera)     | P     | William Washburn  |
|    | Italia (bandiera)     | D     | Andrea Mangiante  |
|    | Montenegro (bandiera) | D     | Predrag Jokić     |
|    | Serbia (bandiera)     | D     | Vanja Udovičić    |
|    | Italia (bandiera)     | CV    | Maurizio Felugo   |
|    | Ungheria (bandiera)   | A     | Tibor Benedek     |
|    | Italia (bandiera)     | A     | Luigi Di Costanzo |
|    | Italia (bandiera)     | A     | Alberto Angelini  |

| N° |                     | Ruolo | Giocatore             |
| -- | ------------------- | ----- | --------------------- |
|    | Ungheria (bandiera) | A     | Norbert Madaras       |
|    | Italia (bandiera)   | A     | Alex Giorgetti        |
|    | Ungheria (bandiera) | A     | Tamás Kásás           |
|    | Italia (bandiera)   | A     | Christian Presciutti  |
|    | Italia (bandiera)   | A     | Niccolò Figari        |
|    | Italia (bandiera)   | CB    | Alessandro Calcaterra |
|    | Italia (bandiera)   | CB    | Fabio Bencivenga      |
|    | Ungheria (bandiera) | CB    | Tamás Märcz           |
|    | Italia (bandiera)   | CB    | Federico Lapenna      |

- Allenatore:  Giuseppe Porzio